# Nhà thờ chính tòa Salisbury
Nhà thờ Salisbury, được chính thức gọi là Nhà thờ chính tòa của Đức Trinh Nữ Maria, là một nhà thờ Anh giáo ở Salisbury, Anh, và là một trong những ví dụ hàng đầu về kiến trúc ở Anh. Phần thân chính của nhà thờ được hoàn thành chỉ trong 38 năm, từ 1220 đến 1258.
Nhà thờ có toà nhà cao nhất ở Vương quốc Anh (123m / 404 ft). Du khách có thể "tham quan tòa tháp", nơi có thể nhìn thấy nội thất của tháp chuông rỗng, với khung gỗ cũ của nó, có thể được xem. Nhà thờ cũng có nhà thờ lớn nhất và sân trong nhà thờ lớn nhất ở Anh (80 mẫu Anh (32 ha)). Nó chứa đồng hồ làm việc lâu đời nhất trên thế giới (từ năm 1386) và có thể sống sót tốt nhất trong bốn bản gốc Magna Carta (tất cả bốn bản gốc đều ở Anh). Trong năm 2008, nhà thờ đã tổ chức kỷ niệm 750 năm ngày truyền phép.
Nhà thờ chính tòa là nhà thờ mẹ của Giáo phận Salisbury và là địa điểm của Giám mục Salisbury, hiện là Mục sư thần thánh Nick Holtam.

## Lịch sử

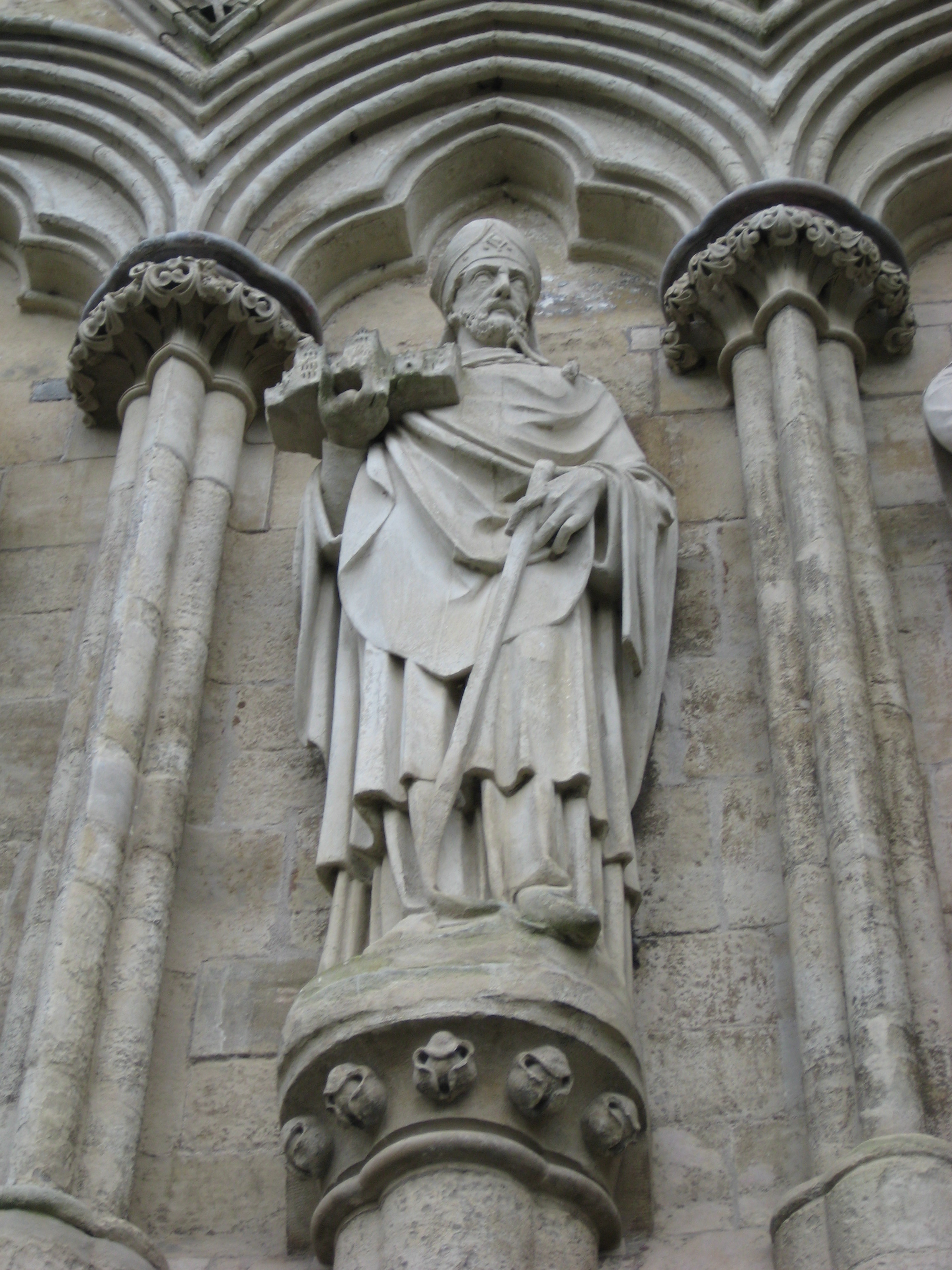
Điêu khắc ở phía tây của nhà thờ Đức Giám mục Richard Poore, giám sát những năm đầu xây dựng, bắt đầu từ năm 1220. Ông đang giữ một mô hình nhà thờ

Để phản ứng lại mối quan hệ xấu đi giữa các hàng giáo sĩ và quân đội tại Nhà thờ Sarum Cổ, quyết định được đưa ra là di chuyển vị trí nhà thờ và giám trợ đã được chuyển đến Salisbury. Công việc di chuyển diễn ra trong nhiệm kỳ của Đức cha Richard Poore, một người giàu có đã hiến tặng mảnh đất mà nó được xây dựng. Nhà thờ mới được trả bằng tiền quyên góp, chủ yếu từ các giáo phận và phó xứ của đông nam nước Anh được yêu cầu đóng góp một khoản tiền cố định hàng năm cho đến khi hoàn thành. Một truyền thuyết nói rằng Giám mục của Sarum Cổ bắn một mũi tên theo hướng ông sẽ xây dựng nhà thờ;
Một truyền thuyết nói rằng Giám mục của Sarum Cổ bắn một mũi tên theo hướng ông sẽ xây dựng nhà thờ; Nhưng mũi tên trúng một con hươu mà chết ở nơi mà nhà thờ Salisbury hiện nay. Vượt qua nhà thờ, Sarum Cổ và Stonehenge được cho là được sắp xếp theo một đường dây leo, mặc dù Clive L.N. Ruggles khẳng định rằng địa điểm, trên vùng đầm lầy, đã được lựa chọn bởi vì một địa điểm được ưa thích vài dặm về phía tây không có thể thu được.
Đá móng được đặt vào ngày 28 tháng 4 năm 1220. Phần lớn đá đẽo của nhà thờ chính là từ mỏ đá Teffont Evias. Do mực nước cao ở vị trí mới, nhà thờ được xây dựng chỉ trên bốn chân nền, và năm 1258 các nhà thờ, nhà transepts và dàn hợp xướng đã được hoàn thành. Các phần lớn được xây dựng sau đó là các triều đình vào năm 1240, ngôi nhà của chương năm 1263, tháp và ngọn tháp, ở độ cao 404 feet (123 m) đã thống trị đường chân trời từ năm 1320. Bởi vì hầu hết nhà thờ được xây dựng chỉ trong 38 năm, Có một phong cách kiến trúc duy nhất nhất quán, Gothic Anh buổi đầu.
Mặc dù đỉnh là tính năng ấn tượng nhất của nhà thờ, nó đã chứng tỏ là rắc rối. Cùng với tháp, nó đã thêm 6.397 tấn (6.500 tấn) vào trọng lượng của tòa nhà. Nếu không có thêm các trụ, các vòm gập và neo sắt trong suốt các thế kỷ kế tiếp, nó sẽ phải chịu đựng số phận của những ngọn tháp sau những tòa nhà giáo đường tuyệt vời sau đó (như Tu viện Malmesbury) và rơi xuống; Thay vào đó, Salisbury vẫn là toà nhà cao nhất ở Anh. Các trụ cột lớn hỗ trợ ở các góc của đỉnh được nhìn thấy uốn cong vào bên trong dưới áp lực. Việc bổ sung các dầm buộc tăng trên đường giao cắt, được thiết kế bởi Christopher Wren năm 1668, đã bị bắt giữ biến dạng khác. Dầm được giấu bởi một trần giả, được cài đặt dưới tầng đèn lồng của tháp.
Những thay đổi quan trọng đối với nhà thờ được kiến trúc sư James Wyatt thực hiện vào năm 1790, bao gồm thay thế màn che nô ban đầu và phá hủy tháp chuông cách kiến trúc chính khoảng 320 feet (100 m). Salisbury là một trong ba nhà thờ tiếng Anh thiếu một chiếc nhẫn, những người khác là Norwich Cathedral và Ely Cathedral. Tuy nhiên nó chỉ tấn công 15 phút một lần với chuông. Tổng cộng có 70.000 tấn đá, 3.000 tấn gỗ và 450 tấn chì được sử dụng để xây dựng nhà thờ.